# Ophioglossolambis
Ophioglossolambis is een geslacht van weekdieren uit de klasse van de Gastropoda (slakken).

## Soorten
- Ophioglossolambis digitata (Perry, 1811)
- Ophioglossolambis violacea (Swainson, 1821)